# Chiesa della Santissima Trinità (Momo)
La chiesa della Santissima Trinità è un luogo di culto cattolico situato poco fuori dall'abitato di Momo, lungo la strada regionale n. 229 in direzione Borgomanero. Costruzione piccola e rustica, custodisce al suo interno un vasto ciclo di affreschi risalenti al XV e XVI secolo, omogenei per stile e attribuibili alla bottega novarese dei Cagnola.

## Storia e struttura della chiesa

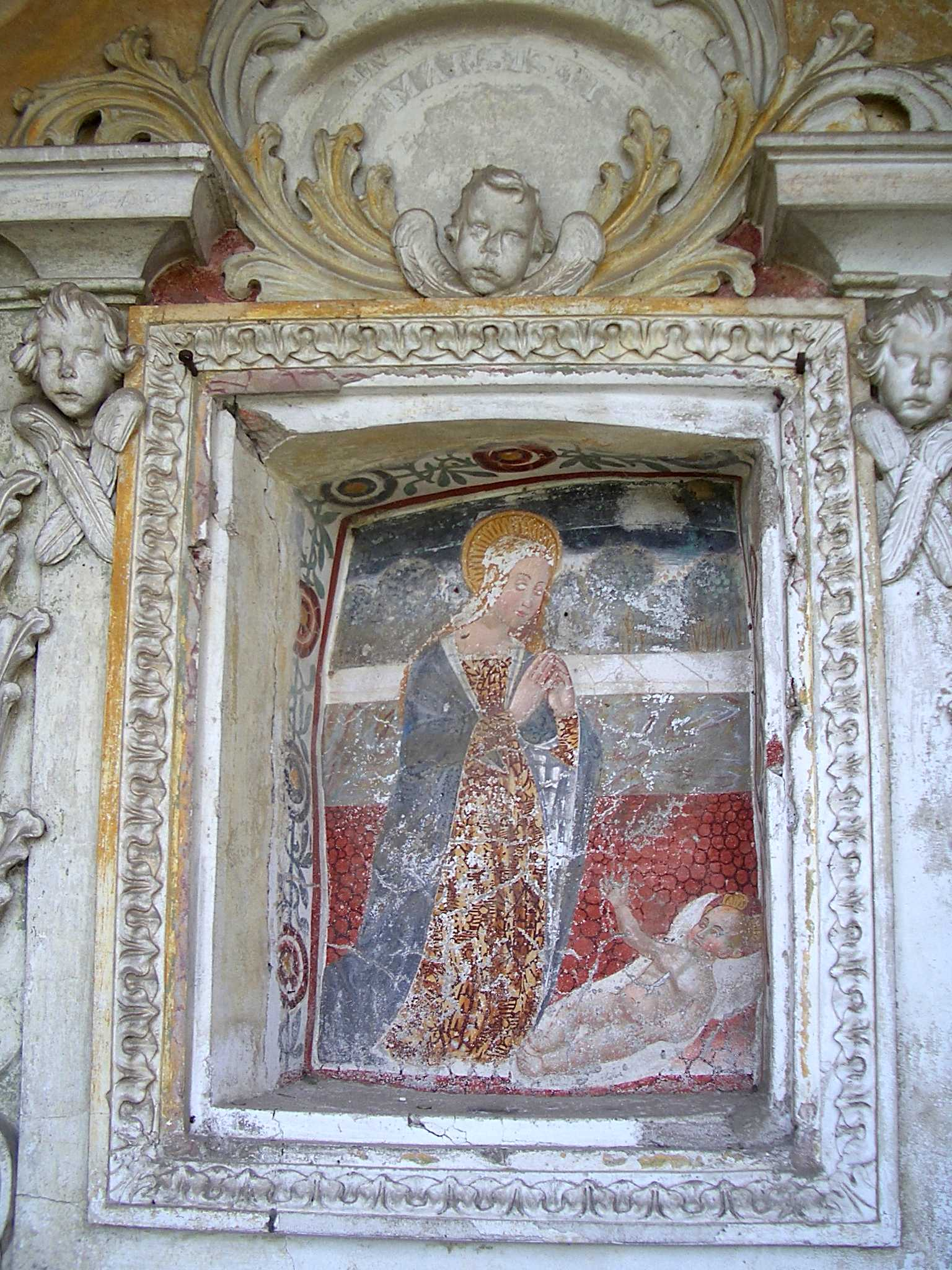
Madonna del Presepe, XV secolo

La piccola chiesa (o oratorio) è posta poco lontano dall'abitato di Momo, lungo quello che era l'antico tracciato di una via Francisca (o via Francigena), vale a dire del cammino proveniente dai valichi alpini dell'Ossola che confluiva verso le direttrici delle grandi mete del pellegrinaggio. Il luogo sul quale essa fu edificata era sacro già in epoca celtica, come testimoniano i reperti archeologici venuti alla luce nel corso dei lavori di restauro iniziati nel 1982.
L'oratorio vanta una storia che risale verosimilmente all'XI secolo, quando, con l'espansione dei Cluniacensi in Italia settentrionale, si era diffuso il culto della SS. Trinità. A quel tempo l'edificio religioso costituiva una semplice cappella per la sosta dei viandanti. Risalgono a quel periodo l'abside romanica ed il basamento della torre campanaria.
Nei due secoli successivi l'edificio fu ampliato e quasi totalmente ricostruito assumendo la funzione di ecclesia.
Agli inizi del XV secolo la navata della chiesa fu modificata con la costruzione di due archi a sesto acuto che la dividevano in tre campate e che fungevano, allora come ora, da sostegno della copertura. Seguirono poi altri interventi architettonici: all'inizio del XVI secolo l'antica abside venne inglobata in una cappella esterna, appoggiata alla chiesa per proteggere l'affresco della Madonna del Presepe, dipinta nel XV secolo sulla parete esterna dell'abside e divenuta subito un'immagine cara alla devozione popolare; sempre in quel periodo l'aula della chiesa fu prolungata di una campata occupando il precedente vestibolo attraverso cui si accedeva alla chiesa.
Dai documenti di archivio sappiamo che Carlo Bascapè, vescovo di Novara, visitò la chiesa nel 1594 rimanendo colpito dal fatto che essa fosse interamente affrescata e meta di un gran numero di fedeli; preoccupato di conservare lo stato ed il decoro della chiesa egli ordinò il restauro del tetto e della facciata. Ulteriori interventi hanno avuto luogo nel Seicento.
Per effetto dei vari lavori citati, la chiesa presenta oggi una pianta rettangolare a navata unica, suddivisa in quattro campate che, dall'entrata, conducono all'abside, culminante nel catino in muratura. La copertura dell'aula è costituita da travetti di legno e da tavelle in cotto, che reggono un rivestimento esterno di coppi. Le strutture lignee che reggono la copertura poggiano su quattro archi, due a sesto acuto e due a tutto sesto. La facciata ha una semplice forma a capanna (rimaneggiata nel tempo) ed è impreziosita da un portichetto antistante retto da due pilastri. Molto essenziale è anche l'aspetto della torre campanaria che fu ristrutturata nel Cinquecento, ottenendone alla sua base un vano adibito a sacrestia.
Accanto alla chiesa, ed appoggiata ad essa, è posta una costruzione rustica risalente al Seicento, edificata con mattoni e ciottoli di fiume posti a spina di pesce: essa fungeva in passato da abitazione di un eremita, autorizzato alla questua, al quale era affidata la custodia della chiesa.

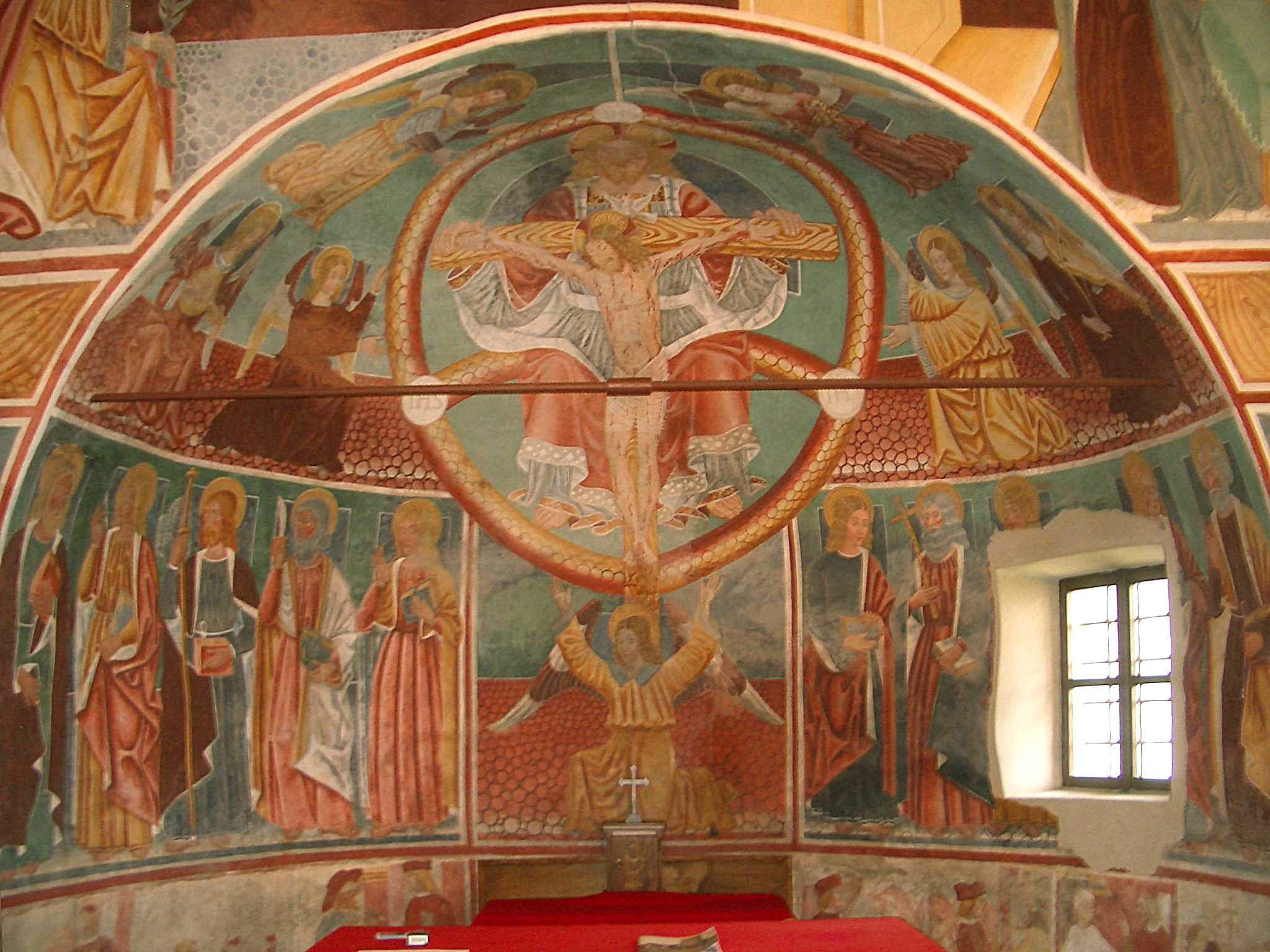
Bottega dei Cagnola, affreschi dell'abside

## Gli affreschi
Gli affreschi che ornano le pareti della chiesa costituiscono una straordinaria documentazione dell'arte novarese
tra la fine del XV secolo ed i primi decenni del secolo successivo; un'arte attardata su un linguaggio tardo gotico, e dunque un'arte minore rispetto ai grandi maestri dell'epoca, ma non priva di punti di contatto con essi.
Gli affreschi sulle pareti esterne, databili all'ultimo decennio del XV secolo, danno vita ad una teoria di immagine care alla devozione popolare. Sulla superficie esterna dell'abside è raffigurata l'immagine che doveva verosimilmente richiamare maggiormente il fervore dei fedeli, la Madonna del Presepe, protetta da una nicchia ricavata nella cappella che nel XVI secolo fu posta a ridosso dell'abside. Sul lato sud, a partire dall'abside, troviamo le immagini superstite di San Grato benedicente, Sant'Antonio Abate, San Giulio d'Orta, la Pietà (posta sopra la porta laterale) ed un gigantesco San Cristoforo (usuale motivo di conforto che appariva in lontananza ai viandanti).

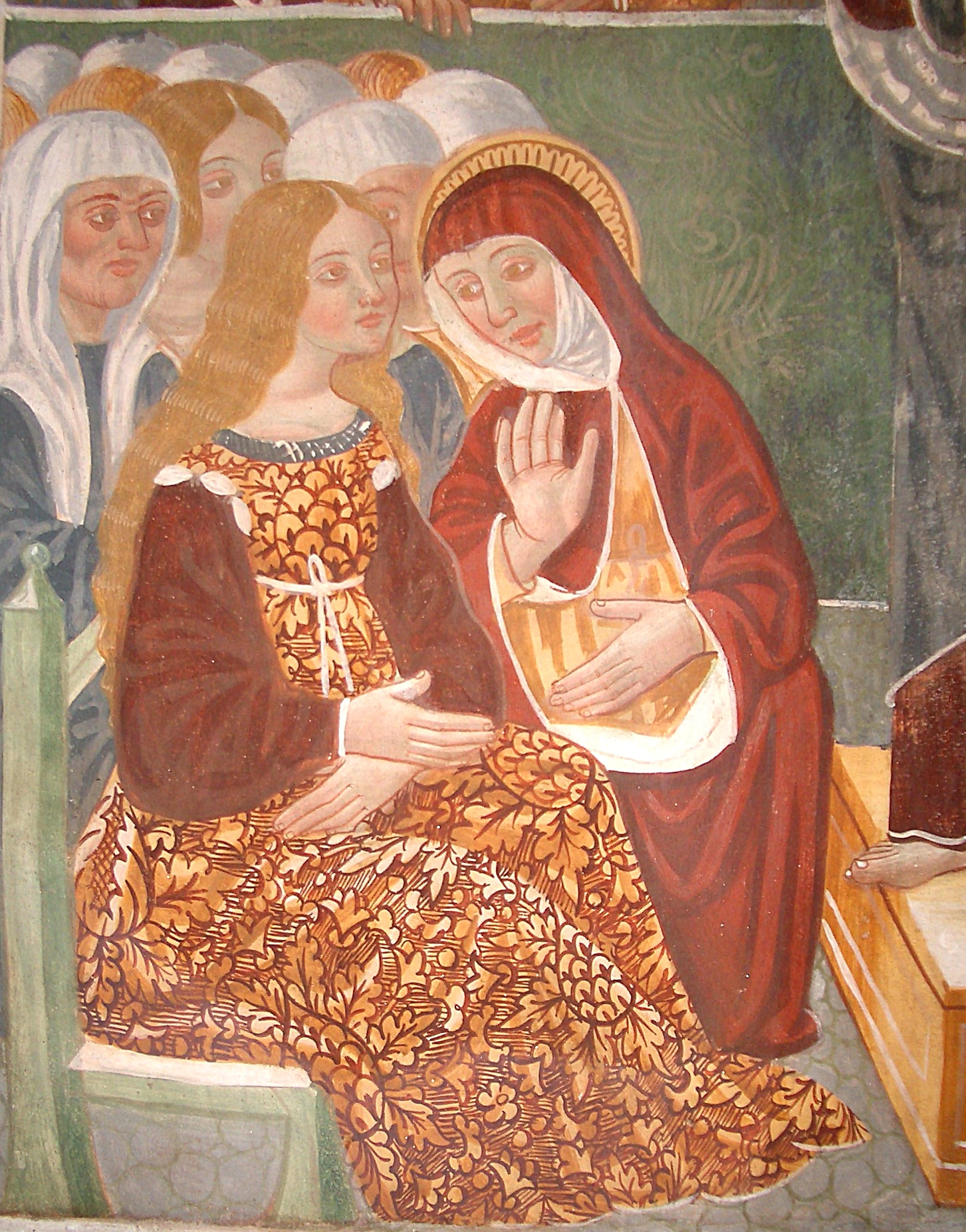
Bottega dei Cagnola, Conversione della Maddalena (?), particolare

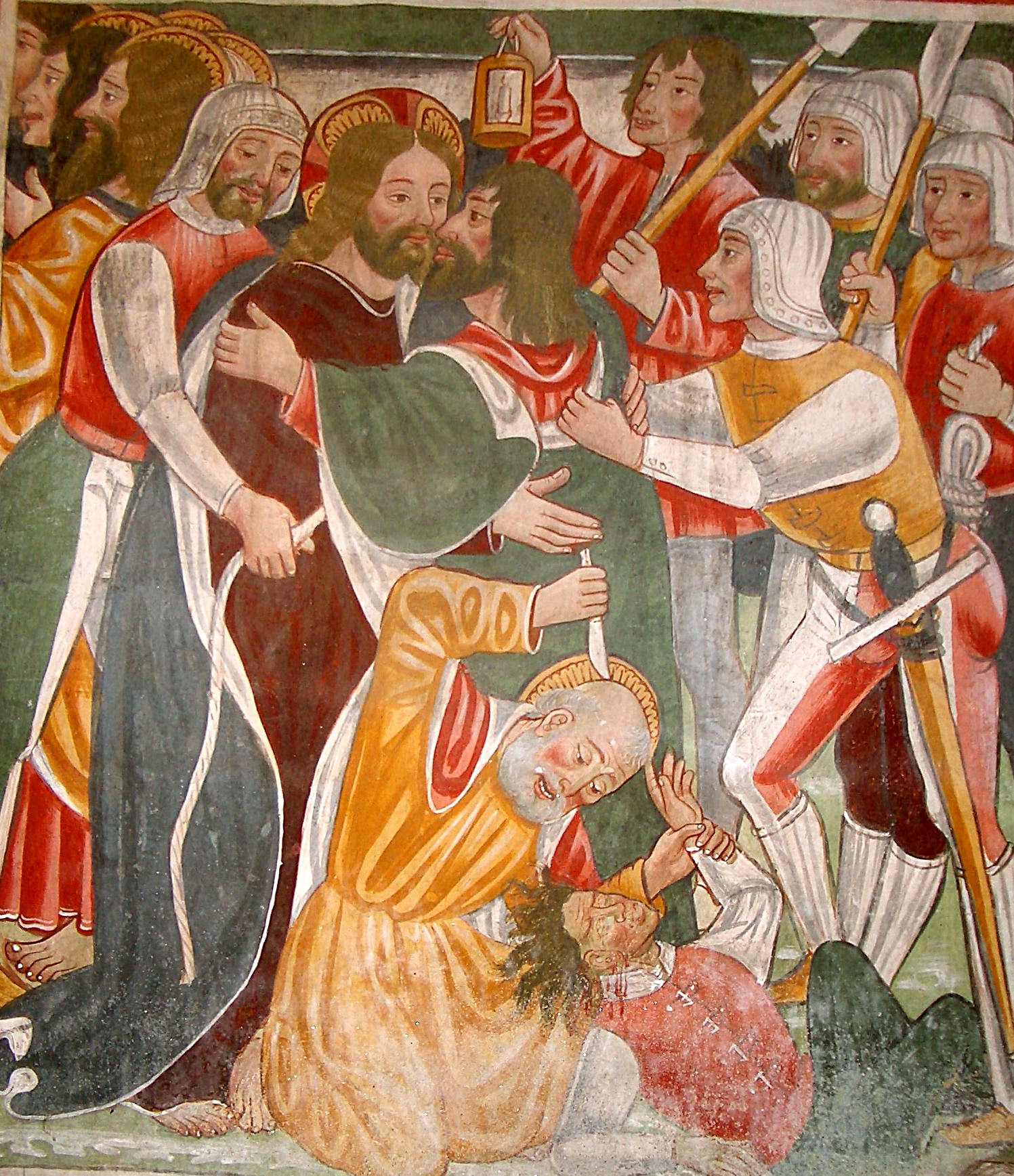
Bottega dei Cagnola, Bacio di Giuda

Le pareti interne della chiesa sono interamente affrescate, sfruttando con meticolosa attenzione ogni spazio disponibile: le immagini presenti nei diversi registri dell'abside, nella campata presbiteriale e nelle altre tre campate che compongono la navata, senza tralasciare gli archi e i sottarchi che le separano formano, una straordinaria moltitudine di icone ispirate dalle Scritture, che si offrono alla meditazione dei fedeli ed a supporto della predicazione dei presbiteri.
Restituiti in gran parte ai colori originali dopo il restauro avvenuto tra il 1995 ed il 1999 (solo i riquadri posti più in basso, a causa dell'umidità che saliva dal terreno, sono rimasti gravemente danneggiati), i vari cicli affrescati trasmettono al visitatore il senso del fervore didascalico che dovette muovere i committenti nel mettere in pratica la funzione pedagogica che già papa Gregorio Magno aveva affidato alle immagini sacre, affiancate tra loro sino a formare una Biblia pauperum straordinariamente ricca ed avente come punti focali la Trinità che campeggia nel catino dell'abside, la Vita di Cristo che si sviluppa in ben 30 riquadri lungo le pareti laterali della chiesa, ed il Giudizio Universale che occupa il primo arco (ex- controfacciata) e un riquadro (Inferno) sulla parete nord della seconda campata.
- Abside
  - Arco Trionfale:  Angelo annunziante e Vergine annunziata sormontati dalla figura di Dio Padre che invia lo Spirito Santo
  - Registro superiore: la Trinità raffigurata all'interno di una mandorla di luce sorretta dagli Angeli, secondo l'iconografia del così detto "Trono di Grazia"
  - Registro intermedio: la teoria dei Dodici Apostoli (San Pietro e San Matteo raffigurati sul pilastri dell'Arco Trionfale)
  - Zoccolo: le Sette opere di Misericordia (in cattivo stato di conservazione);
- Campata presbiteriale
  - Parete sud (dall'alto): Visitazione; Nascita di Gesù; Annunzio ai pastori, Presentazione al Tempio; probabile Adorazione dei Magi oggi scomparsa per l'apertura di una finestra; Fuga in Egitto; Strage degli Innocenti ; Ritorno dall'Egitto; Maria e Giuseppe in cerca di Gesù (ultime tre scene in cattivo stato di conservazione);
  - Parete nord (dall'alto): Gesù tra i Dottori; Gesù (bimbo) fa risorgere un compagno di giochi; Gesù (bimbo) ridà la vista ad un cieco; Battesimo di Gesù; Conversione della Maddalena (?); Cena in casa di Simone; Resurrezione di Lazzaro; Ingresso in Gerusalemme;
- Terza campata
  - Parete sud (dall'alto): Ultima cena; Lavanda dei piedi; Cristo nell'orto degli Ulivi; Bacio di Giuda; Il peccato originale (in cattivo stato di conservazione);
  - Parete nord (dall'alto): Cristo deriso; Cristo davanti ad Anna; Cristo flagellato; Cristo davanti ad Erode; Salita al Calvario; Cristo davanti a Pilato;
- Seconda campata
  - Parete sud (dall'alto): Deposizione; Crocifissione; Inferno;
  - Parete nord (dall'alto): Le donne al Sepolcro; Cristo risorto incontra la Madre; I discepoli di Emmaus; Cena in Emmaus; Incredulità di Tommaso; Noli me tangere (ultime due scene in cattivo stato di conservazione);
- Primo arco (ex controfacciata):
  - Retro: Giudizio Universale (vi sono raffigurate al centro la Deesis, vale a dire Cristo in Maestà tra la Madonna e San Giovanni Battista, due Angeli che suonano le trombe e portano i simboli della Passione, a destra ed a sinistra del Cristo rispettivamente le Sante Verginie la schiera dei Santi, nel pennacchio sinistro l'Arcangelo Michele che pesa le Anime); Limbo dei bambini; Limbo dei Padri; Calderone dei dannati (Purgatorio?)
  - Fronte: Madonna di Loreto; Sant'Apollonia; Madonna col Bambino (in cattivo stato di conservazione);
- Prima campata, parete nord: Assunzione della Vergine;
- Piedritti e sottarchi sono decorati prevalentemente con figure di Santi.

Per l'odierno visitatore la lettura iconografica dei cicli pittorici è piuttosto impegnativa a causa della loro complessa "impaginazione", e non è priva di enigmi interpretativi. Vi compaiono ad esempio scene della vita di Cristo che non derivano dai vangeli canonici, ma sono prese a prestito dai Vangeli apocrifi che narrano l'infanzia di Gesù. Vi è poi un riquadro – sulla parete nord della campata presbiteriale – che sfida anche la decifrazione degli esperti: vi si osserva Gesù che predica ad un gruppo di donne, tra le quali è posta in primo piano una giovane dai lunghi capelli biondi, con una elegante veste damascata, confortata dall'attenzione di una santa, mentre due giovani eleganti assistono a quanto sta accadendo; la scena è stata dubitativamente interpretata come la Conversione della Maddalena o come la predica di Gesù alle Offerenti (occasione, forse, per rappresentare la famiglia del committente).
Altre sorprese iconografiche - espresse in modi ingenui e grotteschi - si trovano nella raffigurazione del Giudizio Universale, con la presenza di un doppio limbo e con il curioso calderone dei dannati (che verosimilmente sta a significare il Purgatorio).
Il linguaggio che segna il racconto della vita di Gesù è alquanto rustico e genuinamente popolare, attento a raffigurare in maniera emotivamente riconoscibile i protagonisti del racconto evangelico, quasi che lo spettatore assistesse ad una delle "sacre rappresentazioni" di paese, a quel tempo assai diffuse in Piemonte.
In merito ai pittori che hanno realizzato i cicli affrescati all'interno di questo oratorio, è uniforme da parte della critica la loro attribuzione alla bottega dei Cagnola (o Cagnoli), molto attiva nel novarese tra la fine del XV e l'inizio del XVI secolo. Si ipotizza che Tommaso Cagnola, il capo bottega, si sia limitato ad un lavoro di impostazione e supervisione del progetto, mentre l'esecuzione debba attribuirsi ai figli Giovanni e soprattutto Francesco; più controversa è la partecipazione del terzo e relativamente più famoso fratello, Sperindio Cagnola, divenuto allievo e poi aiuto di Gaudenzio Ferrari.
L'attribuzione degli affreschi alla bottega dei Cagnola avviene su assai fondate basi stilistiche. A. A. Boratto così si esprime al riguardo 
(Boratto e Amaranto, 2005, Da Tommaso a Sperindio, o dai Cagnola ai Ferrari)
La presenza attiva di Sperindio nell'esecuzione degli affreschi della chiesa è stata messa in dubbio, essendo lo stile degli affreschi assai in ritardo rispetto al linguaggio ormai pienamente rinascimentale e "gaudenziano" che egli raggiunse nel secondo decennio del XVI secolo, come si può ad esempio osservare nella tavola dell'Ultima Cena del duomo di Novara, realizzata in collaborazione col Ferrari. È verosimile che il suo intervento debba essere circoscritto alla Madonna di Loreto sul fronte del timpano del primo arco ed alla Assunzione della Vergine sulla parete nord della prima campata.
Gli ultimi lavori a fresco nella cappella risalgono al quarto decennio del XVI secolo (è stata infatti rinvenuta in margine ad un affresco della prima campata la data 1538) quando Sperindio era già morto. Si deve forse pensare, per queste opere, ad epigoni dei Cagnola, già operanti nella loro bottega.

## Immagini degli affreschi dei Cagnola

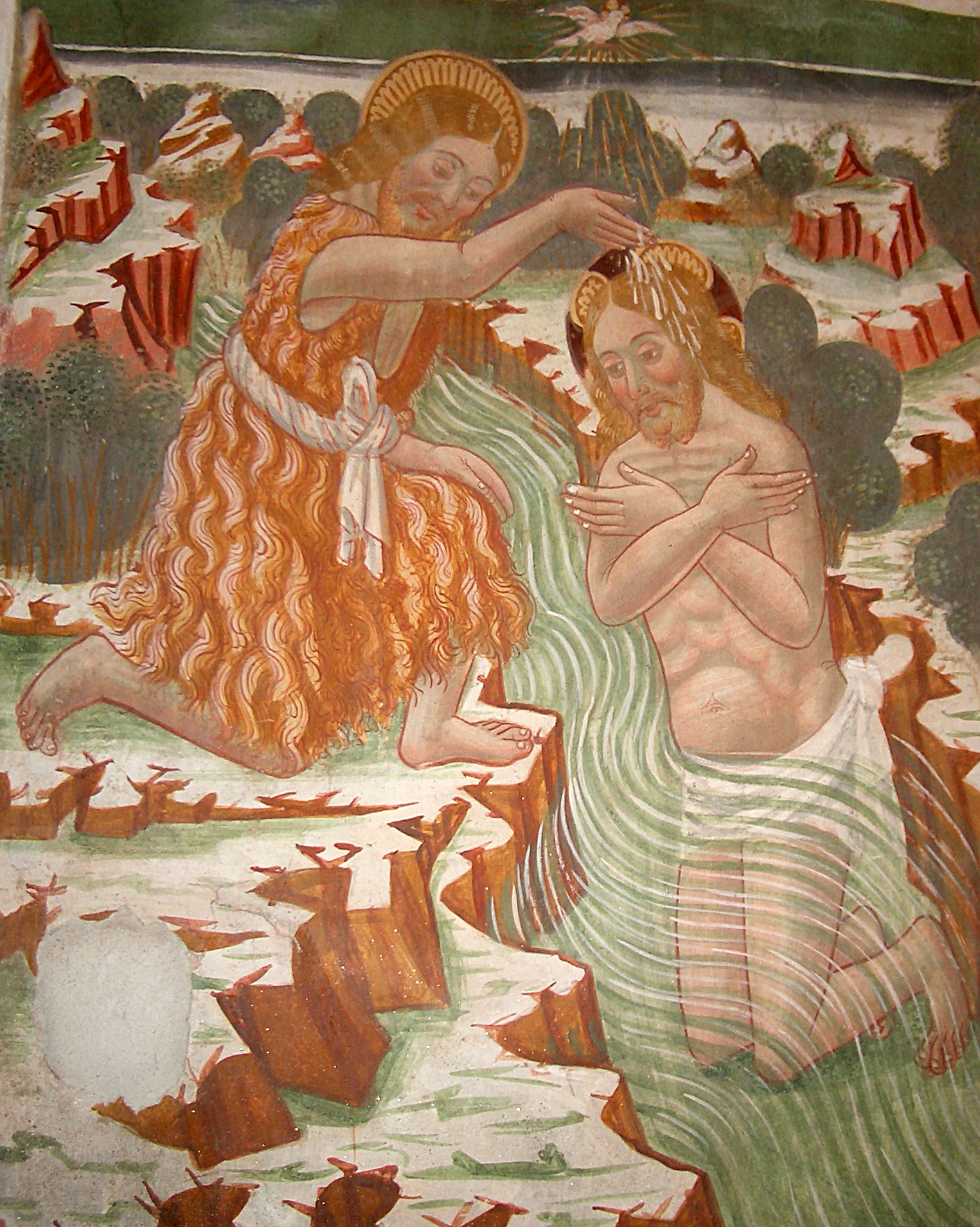
Battesimo di Gesù
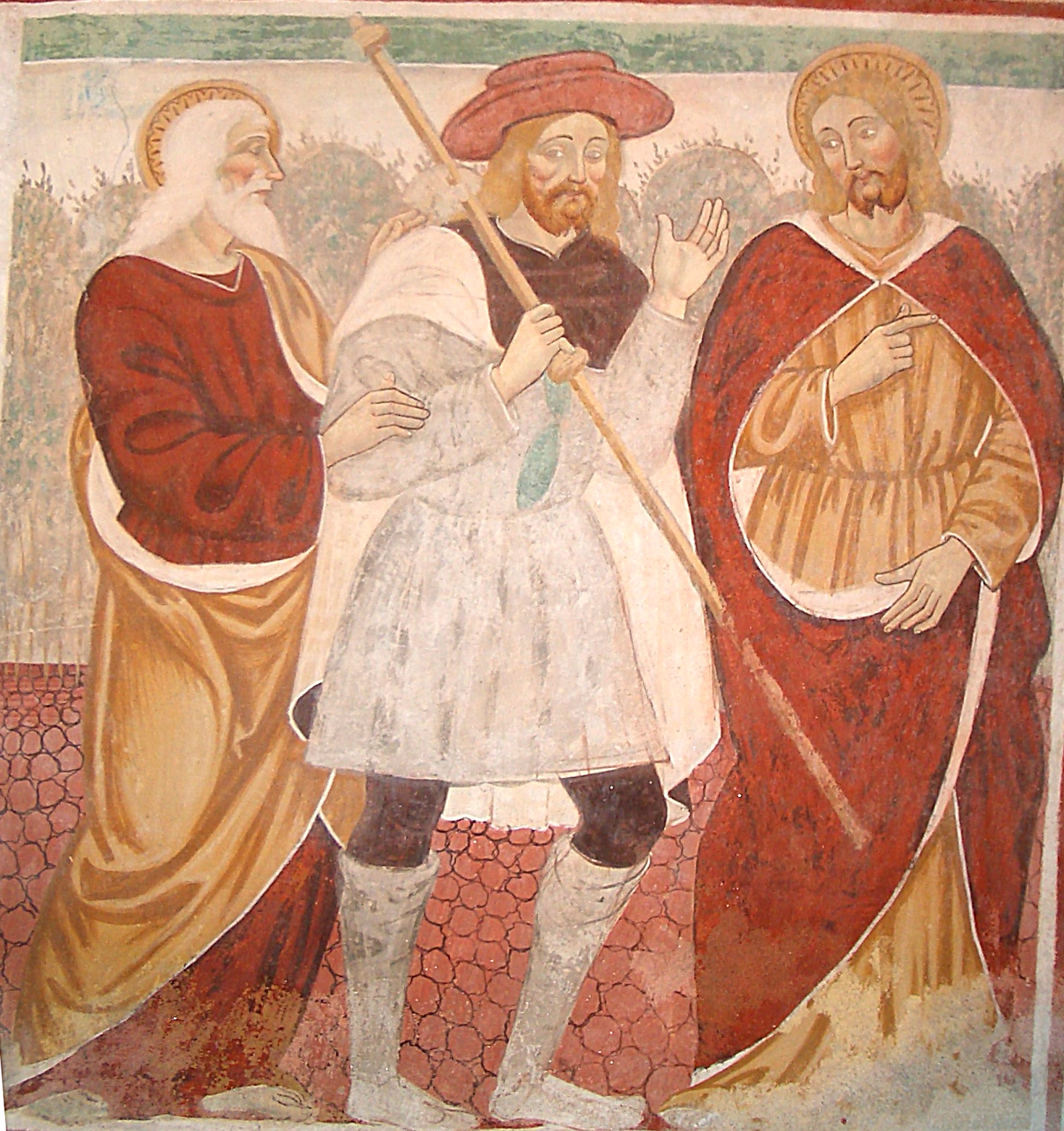
Discepoli di Emmaus
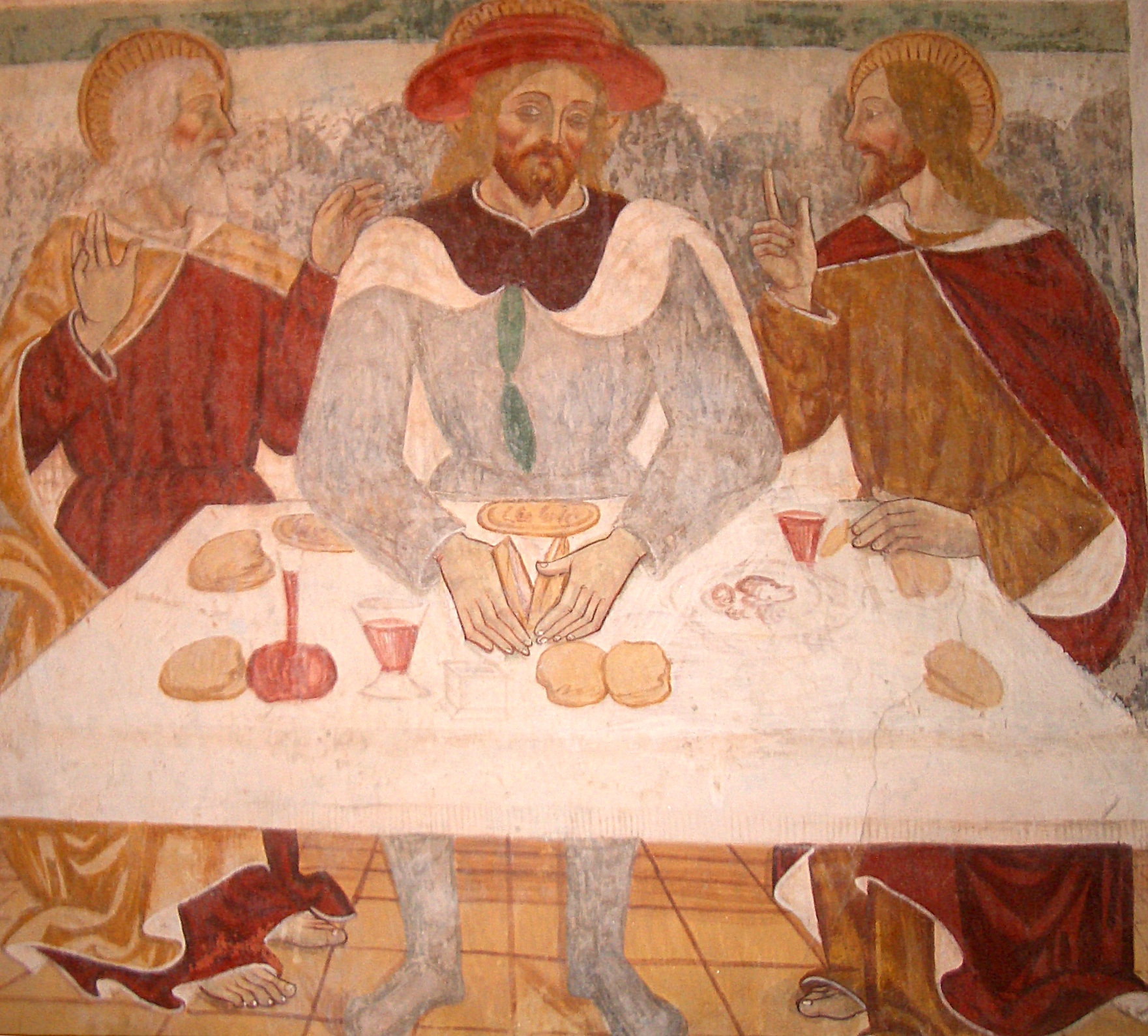
Cena ad Emmaus
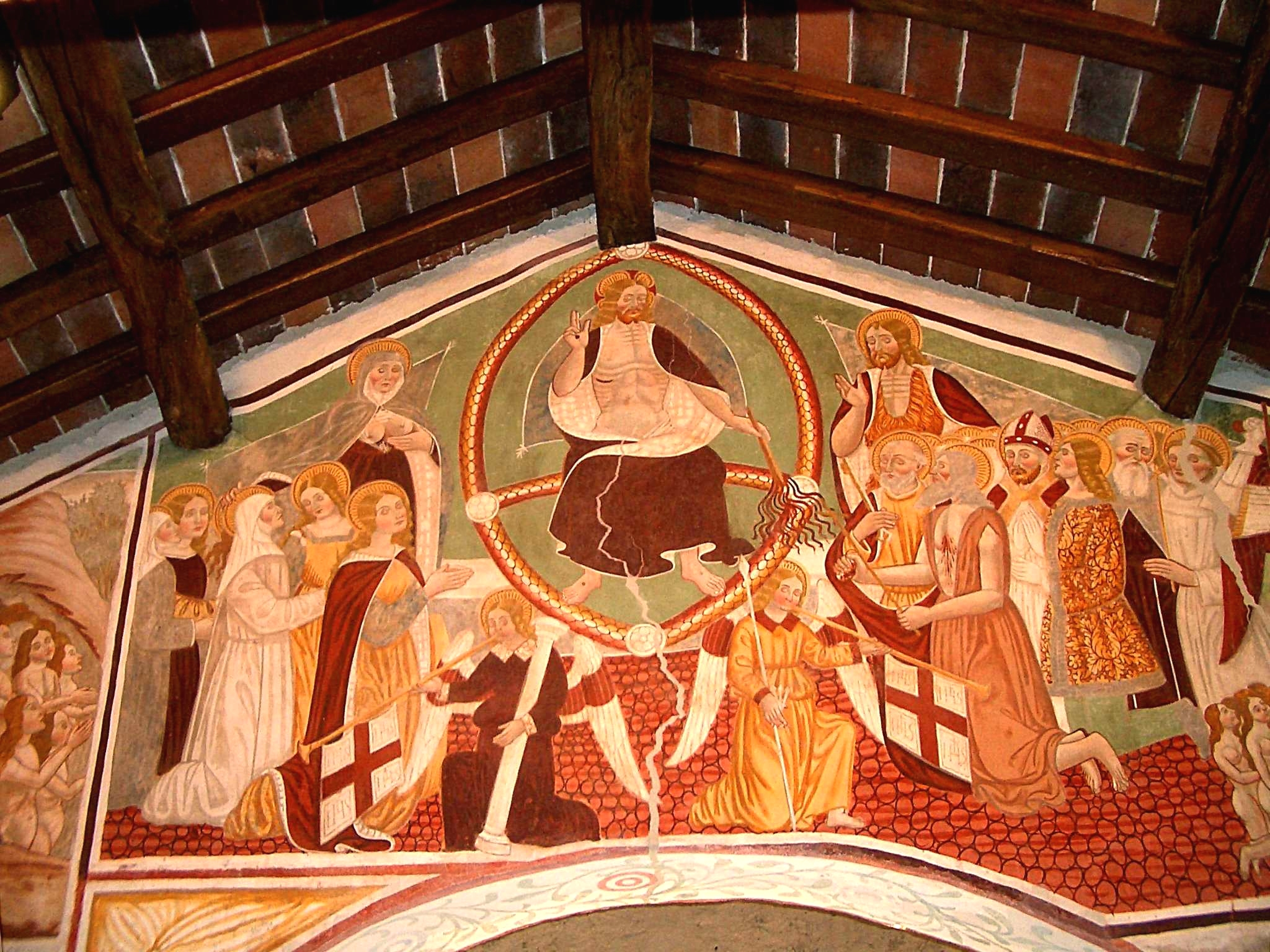
Giudizio Universale (particolare)